# Larentia
Larentia is een geslacht van vlinders van de familie spanners (Geometridae), uit de onderfamilie Larentiinae.

## Soorten
- L. adonis Hudson, 1928
- L. aegrota Butler, 1879
- L. aganopis Turner, 1922
- L. albalineata Philpott, 1915
- L. albifiliata Walker, 1863
- L. attenuata Walker, 1862
- L. baliata Herrich-Schäffer, 1870
- L. beata Butler, 1877
- L. berberina Herbulot, 1981
- L. bitrita (Felder & Rogenhofer, 1875)
- L. bulbulata Guenée, 1868
- L. carolata D. Lucas, 1938
- L. cinerearia Doubleday, 1843
- L. clavaria

Malvabandspanner (Haworth, 1809)
- L. cheimatobiata (Guenée, 1857)
- L. chlamydota Meyrick, 1883
- L. danae Druce, 1893
- L. dascia Turner
- L. dionysias Meyrick, 1907
- L. diplocampa Prout, 1917
- L. edmondsii Butler, 1882
- L. epicrossa Meyrick, 1891
- L. erasta Turner, 1939
- L. exoriens Prout, 1912
- L. farinata Warren, 1896
- L. feliciaria D. Lucas & de Joannis, 1907
- L. horismeata Fletcher, 1953
- L. imperfecta Philpott, 1905
- L. indiscriminata Walker, 1863
- L. irma Prout, 1923

- L. limonodes Meyrick, 1887
- L. lineolaria Blanchard, 1852
- L. lophogramma Meyrick, 1897
- L. macerata Felder, 1875
- L. malvata (Rambur, 1833)
- L. omphacina Dognin, 1901
- L. oraria Philpott, 1903
- L. oribates Turner, 1927
- L. orophyla Meyrick, 1883
- L. petrodes Turner, 1917
- L. prasinias Meyrick, 1884
- L. profugaria Herrich-Schäffer, 1855
- L. recta Philpott, 1905
- L. scarata Felder, 1875
- L. semifissata Walker, 1862
- L. sericodes Meyrick, 1915
- L. subgaliata Herrich-Schäffer, 1870
- L. tenuis Turner, 1931
- L. xanthospila Lower, 1892